# Cherry Valley (Arkansas)
Cherry Valley è una città degli Stati Uniti d'America situata nello Stato dell'Arkansas, nella Contea di Cross.